# اوانز (ویرجینیای غربی)
اوانز (به انگلیسی: Evans) یک منطقهٔ مسکونی در ایالات متحده آمریکا است که در شهرستان جکسون، ویرجینیای غربی واقع شده‌است. ایوانز ۵۷٫۱۹۷ کیلومتر مربع مساحت و ۱٬۷۱۰ نفر جمعیت دارد.